# Lomami (prowincja)
Lomami – prowincja w Demokratycznej Republice Konga, która ma powstać na mocy konstytucji przyjętej w 2006 roku; obecnie w granicach prowincji Kasai Wschodnie. Stolicą prowincji ma być Kabinda.